# Monika Steinmetz
Monika Steinmetz (* 13. Januar 1960 als Monika Degwitz) ist eine ehemalige deutsche Fußballspielerin. 

## Karriere

### Vereine
Steinmetz, aus dem in Rösrath ansässigen SV Union Rösrath 1924 e. V. hervorgegangen, gehörte von 1978 bis 1990 der SSG 09 Bergisch Gladbach als Mittelfeldspielerin an. Während ihrer Vereinszugehörigkeit gewann sie sechsmal die Deutsche Meisterschaft und dreimal den DFB-Pokal, einschließlich den bei der Premiere am 2. Mai 1981 in Stuttgart beim 5:0-Sieg über den TuS Wörrstadt errungenen, bei dem ihr das Tor zum 3:0 in der 38. Minute gelang.

### Auswahl-/Nationalmannschaft
Steinmetz gewann zudem als Spielerin der Auswahlmannschaft des Fußball-Verbandes Mittelrhein das erstmals am 10. Mai 1981 in Bergisch Gladbach ausgetragene Finale um den Länderpokal, der gegen die Auswahlmannschaft des Niedersächsischen Fußballverbandes mit dem 1:0-Sieg errungen wurde. Diesen konnte sie erneut als Auswahlspielerin gewinnen, da die Auswahlmannschaft des Fußballverbandes Niederrhein am 17. April 1988 in Kappelrodeck mit 4:2 im Elfmeterschießen bezwungen werden konnte.
Zudem gehörte sie am 10. November 1982 der A-Nationalmannschaft an, die bei der Premiere das Länderspiel gegen die Schweizer Nationalmannschaft in Koblenz mit 5:1 besiegte. Nach ihrem 22. Einsatz als Nationalspielerin am 7. Oktober 1987, beim 1:0-Sieg über die Nationalmannschaft Ungarns, beendete sie ihre internationale Karriere.

## Erfolge
- Deutscher Meister 1979, 1980, 1981, 1982, 1983, 1984
- DFB-Pokal-Sieger 1981, 1982, 1984
- Länderpokal-Sieger 1981, 1988